# Cerdistus elicitus
Cerdistus elicitus là một loài ruồi trong họ Asilidae. Cerdistus elicitus được Walker miêu tả năm 1851. Loài này phân bố ở miền Australasia.